# RWJ-394,674
RWJ-394674 je lek koji se koristi u naučnim istraživanjima. On je potentan, oralno aktivan analgetik, koji uzrokuje neznatnu hipoventilaciju. RWJ-394674 je potentan i selektivan agonist δ-opioidnih receptora, sa  vrednošću od 0.24 nM na δ i 72 nM na μ. U telu se RWJ-394674 dealkilira do monodesetil metabolita RWJ-413216, koji je potentan agonist μ-opioidnog receptora i koji ima manji afinitet za δ (Ki 0.26 nM na μ, 46.7 nM na δ). RWJ-394674 in vivo proizvodi potentne agonistske efekte na oba, μ i δ, receptore putem kombinovanog dejstva leka i njegovog aktivnog metabolita, pri čemu δ-agonistni efekti suzbijaju hipoventilacione μ-opioidne efekte, i jedina značajna nuspojava je sedacija.

## Spoljašnje veze
|  | Molimo Vas, obratite pažnju na važno upozorenje u vezi sa temama iz oblasti medicine (zdravlja). |